# Castronuño
Castronuño è un comune spagnolo di 1 095 abitanti situato nella comunità autonoma di Castiglia e León.